# Abû Ishâq Ibrâhîm al-Mustansir
Vous pouvez aider à l'améliorer ou bien discuter des problèmes sur sa page de discussion.
- Certaines informations devraient être mieux reliées aux sources mentionnées dans la bibliographie ou les liens externes. Améliorez sa vérifiabilité en les associant par des références. (Marqué depuis février 2025)
- Son texte doit être wikifié : il ne correspond pas à la mise en forme Wikipédia (style, typographie, liens internes, liens entre les wikis, etc.). (Marqué depuis février 2025)
- Les conventions bibliographiques ne sont pas respectées. La bibliographie et les liens externes sont à corriger. (Marqué depuis février 2025)
- Il n’est pas rédigé dans un style encyclopédique. (Marqué depuis février 2025)
- La traduction doit être revue. Le contenu est difficilement compréhensible à cause d’erreurs de traduction, peut-être dues à l’utilisation d’un logiciel de traduction automatique. (Marqué depuis février 2025)

Ibrahim II (ou Abu Ishaq Ibrahim II ibn Abu Bakr al-Mustansir , décédé en 1369) est le seizième souverain de l' État hafside d'Ifriqiya en 1350-1369 , et le quinzième calife hafside.

## Biographie
Abu Ishaq Ibrahim II est le fils d' Abu Yahya Abu Bakr II.
En 1350, Cheikh Ibn Tafragin renverse son frère Ahmad Ier al-Fadl et place Ibrahim II sur le trône. Ibrahim est mineur et le pouvoir est donc entre les mains d'Ibn Tafragin pendant 14 ans.
Le règne d'Ibrahim est marqué par des guerres civiles constantes et par la décentralisation de l'État. La ville est le théâtre d'une guerre entre les dirigeants locaux entre 1351 et 1356. Béjaïa fait sécession, la tribu des Banu Makki prenant le contrôle de Gabès. Le sultan mérinide Abou Inan Faris reprend son expansion et occupe Alger, Tlemcen et Médéa, et les guerres intestines en Ifriqiya ne font que faciliter cette expansion. En 1352, les Mérinides occupent Béjaïa, et entre 1356 et 1357, ils occupent Constantine, Annaba et Tunis, les Djarides et Gabès reconnaissant volontairement l'autorité du sultan. Cependant, les initiatives fiscales d'Abou Inan Faris provoquent une fois de plus une révolte parmi les tribus arabes. En 1357, la désintégration de l'armée du sultan et les intrigues au Maroc contraignent le sultan à retourner à Fès.
Ibn Tafragin et Abu Ishaq Ibrahim II retournent dans la capitale, et Abu Inan Faris meurt en 1358. La menace mérinide s'est estompée, mais à cette époque les Abdalwadides ont rétabli le pouvoir à Tlemcen, et les conflits entre les branches de la dynastie hafside à Béjaïa et à Constantine ont repris.
En 1364, Ibn Tafragin meurt et Ibrahim peut régner de manière indépendante. A cette époque, l'émir de Constantine, Abu al-Abbas Ahmad II, s'empare de Béjaïa de son cousin Abu Abdallah (1366) et réunit les possessions occidentales des Hafsides sous sa main.
Abu Ishaq Ibrahim II ibn Abu Bakr meurt en 1369 et est remplacé par le fils d'Abul-Bak, Khalid II .